# 梛野素子
梛野 素子（なぎの もとこ、1972年10月30日 - ）は、日本のスタントウーマン、スーツアクトレス。新潟県出身。現在、カリフォルニア州ロサンゼルスに在住。所属はフリー。本名は坂本 素子（さかもと もとこ、旧姓 - 梛野）。
夫はスタントマン、アクションコーディネーター、映画監督の坂本浩一。

## 人物・来歴
北海道札幌藻岩高等学校卒業。ヒーローショーのアルバイトをしたことがきっかけで大学中退後に上京し、アトラクティブ・アクション・クラブに入る。同チームにてルックス・技術ともに優れたスタントウーマンとして人気を博す。
2001年に日本を離れ、香港に渡った後、アメリカ合衆国に移るが、労働ビザが降りず、最初の1シーズンは仕事ができなかったという。
「パワーレンジャー」シリーズには『パワーレンジャー・ワイルドフォース』から参加。日本人スタントウーマンが同シリーズに参加したのは梛野が初めてであり、『パワーレンジャー・S.P.D.』で山下純が参加するまでは女優の吹き替えとスーツアクトレスを1人でこなしていた。
2000年に製作された『ウィケッド・ゲーム』に出演したがきっかけで『ウィケッド・ゲーム』の監督である坂本浩一と2002年4月に結婚。同年9月から夫と共にニュージーランドに移り、アメリカのテレビ子供番組の撮影に参加。
一部の資料では椰野（やの）と誤記されている。

## 出演作品

### テレビドラマ
- 電光超人グリッドマン（1993年） - スタント
- ウルトラシリーズ
  - ウルトラセブン 太陽エネルギー作戦（1994年） - ピット星人
  - ウルトラセブン 地球星人の大地（1994年） - 謎の女（メトロン星人）
  - ウルトラマンティガ（1996 - 1997年）
    - 第8話「ハロウィンの夜に」- 異次元人ギランボ人間体
    - 第14話「放たれた標的」 - スタント
    - 第33話「吸血都市」 - ハヅキ・ユキナ

  - ウルトラマンダイナ 第33話「平和の星」（1998年） - 超悪質宇宙人・ナルチス星人
  - ウルトラマンガイア 第49話「天使降臨」 - 第51話「地球はウルトラマンの星」（1999年） - ゾグ第一形態
- 金田一少年の事件簿 雪夜叉伝説殺人事件（1995年）
- 銀狼怪奇ファイル（1996年） - 死神
- お礼は見てのお帰り ナニワのべっぴん刑事一本木礼子（1997年） - スタント
- フェイス（1997年）
- GTO（1998年）
- ケイゾク（1999年）
- 池袋ウエストゲートパーク（2000年）
- ブラックジャック（2000年） - スタント
- YASHA-夜叉- （2000年）
- リミット もしも、わが子が…（2000年） - スタント
- パワーレンジャーシリーズ
  - パワーレンジャー・ワイルドフォース Power Rangers Wild Force（2002年） - イエローレンジャー、ホワイトレンジャー、テズラ、女性スタント全般
  - パワーレンジャー・ニンジャストーム Power Rangers Ninja Storm（2003年） - ブルーレンジャー、トリ（変身前スタント）
  - パワーレンジャー・ダイノサンダー Power Rangers DinoThunder（2004年） - イエローレンジャー、キラ（変身前スタント）
  - パワーレンジャー・S.P.D. Power Rangers S.P.D（2005年） - イエローレンジャー、キャットレンジャー、女性スタント全般
    - 第36話「復活/Resurrection」 - 第37話「Endings, Part I/そして地球の未来（前編）」 - A-スクワッド・ピンク（変身前）

  - パワーレンジャー・オペレーション・オーバードライブ Power Rangers Operation Overdrive（2007年） - ダイノイエローレンジャー、ローズ（変身前スタント）、ミラトリックス（スタントダブル）
  - パワーレンジャー・ジャングルフューリー Power Rangers Jungle Fury（2008年） -マスターグイン（スタントダブル）、モンスター、スタント
  - パワーレンジャー・RPM Power Rangers R.P.M（2009年） - スタント
    - 第7話「Ranger Red」 - 母親

  - パワーレンジャー・サムライ Power Rangers Samurai（2011年） - ピンクレンジャー、スタント
- 魔法戦隊マジレンジャー（2005 - 2006年） - NZユニット・マジブルー
- 仮面ライダーW（2010年） - 九条綾（ロサンゼルス撮影パート代役）[6]
- トゥルーブラッド True Blood（2013年）
  - season 6 第8話「Dead Meat」 - Ms. Suzuki スタント
- MARVEL エージェント・オブ・シールド Agents of S.H.I.E.L.D.（2014年）-スタント
- CBS スコーピオン  Scorpion (2016年)  -スタント

### 映画
- ゼイラム2（1994年） - イリア（森山祐子）のスタント[9]
- キャンプで逢いましょう（1995年） - スタント
- エコエコアザラクII -BIRTH OF THE WIZARD-（1996年）
- THE DEFENDER（1997年）
- タオの月（1997年） - 森山祐子のスタント[9]
- 梟の城 owl's castle(1999年） - 木さる（葉月里緒菜）のスタント[9]
- ガメラ3 邪神覚醒（1999年） - スタント
- ウィケッド・ゲーム Wicked Game（2000年） - キム・マツダ[9]
- ウルトラシリーズ
  - ウルトラマンティガ THE FINAL ODYSSEY（2000年） - 巨人カミーラ
  - 大怪獣バトル ウルトラ銀河伝説 THE MOVIE（2009年）
- クロスファイア（2000年） - レポーター,  スタント
- ゴジラ×メガギラス G消滅作戦（2000年） - 渋谷でメガヌロンに襲われる女性[4]、スタント
- ゴッド・ギャンブラー 東京極道賭博 中華賭侠（2000年）
- 発狂する唇（2000年）
- Broken Path（2008年） - サクラ

### オリジナルビデオ
- 妖女伝説セイレーン（1993年） - 暴走少女A[3]
- 特攻レディース夜露死苦!（1994年） - 親衛隊長レイナ[3]
- 女囚処刑人マリア（1994年） - 青田典子スタント[3]、川島なお美スタント[3]
- 女囚処刑人マリア2（1995年） - レイナ[9]
- チャンネルAAC（1996年）

### ゲーム・モーションキャプチャー
- ディ・サード（1997年）
- 仮面ライダー（1998年）
- ディノクライシス2（2000年） - レジーナ
- バイオハザード CODE:Veronica（2000年）
- エクスターミネーション（2001年）
- 鬼武者（2001年）
- メタルギアソリッド2（2001年）

### OVA
- 楽勝!ハイパードール・実写パート（1995年） - ミュウ（変身後）

### イベント出演
- パワーモーフィコン2007

### その他
- ぼくらが恐竜と出会った日（1992年） - 月島ヒララ